# 상무 농구단
상무 농구단은 KBL D리그에 속한 대한민국의 프로 농구단이며, 현재 국군체육부대의 일부에 속해있다. 따라서 상무 농구단은 모두 군복무 중인 선수들로 구성되어 있다.
2009년, 써머리그(KBL D리그) 정규리그 8전승으로 1위를 달성했으며 플레이오프 결승전에서 대구 오리온스 2군을 2승으로 꺾고 2군리그 초대 챔피언이 되었는데 1993년 봄 처음으로 방위병을 받아들였다.

## 2025~2026시즌 선수명단
- 감독:  장창곤
- 코치:  김상영

| 번호 | 포지션 | 선수명 | 생년월일               | 입대전 소속팀              |
| ---- | ------ | ------ | ---------------------- | -------------------------- |
| 14   | 센터   | 조재우 | 1999년 12월 15일(25세) | 고양 소노 스카이거너스     |
| 98   | 센터   | 최주영 | 1998년 5월 2일(27세)   | 대구 한국가스공사 페가수스 |
| 24   | 포워드 | 신동혁 | 2000년 1월 20일(25세)  | 서울 삼성 썬더스           |
| 35   | 포워드 | 안정욱 | 2000년 4월 2일(25세)   | 고양 소노 스카이거너스     |
| 6    | 포워드 | 양홍석 | 1997년 7월 2일(28세)   | 창원 LG 세이커스           |
| 0    | 포워드 | 인승찬 | 2000년 6월 13일(25세)  | 원주 DB 프로미             |
| 17   | 가드   | 김준환 | 1998년 2월 15일(27세)  | 수원 KT 소닉붐             |
| 2    | 가드   | 김태완 | 2001년 4월 27일(24세)  | 울산 현대모비스 피버스     |
| 10   | 가드   | 윤원상 | 1998년 7월 2일(27세)   | 창원 LG 세이커스           |
| 22   | 가드   | 이준희 | 2000년 10월 5일(24세)  | 원주 DB 프로미             |
|      | 포워드 | 신민석 | 1999년 8월 31일(25세)  | 울산 현대모비스 피버스     |
|      | 포워드 | 차민석 | 2001년 9월 16일(23세)  | 서울 삼성 썬더스           |
|      | 가드   | 송동훈 | 2000년 4월 3일(25세)   | 부산 KCC 이지스            |
|      | 가드   | 안세영 | 2000년 11월 13일(24세) | 대구 한국가스공사 페가수스 |
|      | 가드   | 이우석 | 1999년 7월 10일(26세)  | 울산 현대모비스 피버스     |
|      | 포워드 | 곽정훈 | 1998년 7월 14일(27세)  | 대구 한국가스공사 페가수스 |
|      | 센터   | 이강현 | 2002년 2월 18일(23세)  | 창원 LG 세이커스           |